# Florea Simion
Florea Simion (n. 28 mai 1953) este un fost deputat român în legislatura 1996-2000, ales în județul Dâmbovița pe listele partidului Minoritati (Comunitatea bulgarilor din România). Florea Simion a demisionat din Camera Deputaților pe data de 1 februarie 2000 și a fost înlocuit de deputatul Dumitru Rotaru. FloreaSimion a fost membru în grupurile parlamentare de prietenie cu Regatul Hașemit al Iordaniei, Republica Bulgaria și Regatul Spaniei. 

## Legături externe
- Florea Simion Arhivat în 10 aprilie 2022, la Wayback Machine. la cdep.ro